# Campeonato Europeu de Atletismo em Pista Coberta de 2021 - 60 m masculino
A prova dos 60 metros masculino do Campeonato Europeu de Atletismo em Pista Coberta de 2021 foi disputada no dia 6 de março de 2021 na Arena Toruń, em Toruń, na Polónia.

## Recordes
Antes desta competição, os recordes mundiais e do campeonato nesta prova eram os seguintes:
|                       | Nome              | Nacionalidade  | Tempo | Local       | Data                    |
| --------------------- | ----------------- | -------------- | ----- | ----------- | ----------------------- |
| Recorde mundial       | Christian Coleman | Estados Unidos | 6s 34 | Albuquerque | 18 de fevereiro de 2018 |
| Recorde do campeonato | Dwain Chambers    | Reino Unido    | 6s 42 | Turim       | 7 de março de 2009      |
| Recorde europeu       | Dwain Chambers    | Reino Unido    | 6s 42 | Turim       | 7 de março de 2009      |

## Medalhistas
| Ouro                 | Prata             | Bronze          |
| Marcell Jacobs (ITA) | Kevin Kranz (GER) | Ján Volko (SVK) |

## Cronograma
Todos os horários são locais (UTC +1).
| Data       | Hora  | Evento    |
| ---------- | ----- | --------- |
| 6 de março | 10:18 | Bateria   |
| 6 de março | 13:50 | Semifinal |
| 6 de março | 20:58 | Final     |

## Resultados

### Bateria
Qualificação: 2 atletas de cada bateria (Q) mais os 6 melhores qualificados (q).
| Posição | Bateria | Atleta                 | Nacionalidade                | Tempo | Notas                |
| ------- | ------- | ---------------------- | ---------------------------- | ----- | -------------------- |
| 1       | 1       | Marcell Jacobs         | Itália                       | 6.59  | Q                    |
| 2       | 3       | Andrew Robertson       | Reino Unido                  | 6.60  | Q,                   |
| 3       | 9       | Kevin Kranz            | Alemanha                     | 6.61  | Q                    |
| 4       | 8       | Ján Volko              | Eslováquia                   | 6.63  | Q                    |
| 5       | 5       | Kojo Musah             | Dinamarca                    | 6.65  | Q                    |
| 6       | 9       | Oleksandr Sokolov      | Ucrânia                      | 6.66  | Q                    |
| 7       | 8       | Mouhamadou Fall        | França                       | 6.66  | Q                    |
| 8       | 6       | Karl Erik Nazarov      | Estónia                      | 6.67  | Q                    |
| 9       | 6       | Julian Wagner          | Alemanha                     | 6.67  | Q                    |
| 10      | 3       | Bence Boros            | Hungria                      | 6.67  | Q                    |
| 11      | 7       | Konstadinos Zikos      | Grécia                       | 6.67  | Q                    |
| 12      | 7       | Kobe Vleminckx         | Bélgica                      | 6.67  | Q                    |
| 13      | 4       | Stanislav Kovalenko    | Ucrânia                      | 6.67  | Q,                   |
| 14      | 4       | Carlos Nascimento      | Portugal                     | 6.68  | Q                    |
| 14      | 9       | Przemysław Słowikowski | Polónia                      | 6.68  | q                    |
| 16      | 2       | Remigiusz Olszewski    | Polónia                      | 6.68  | Q                    |
| 17      | 5       | Harry Aikines-Aryeetey | Reino Unido                  | 6.68  | Q                    |
| 18      | 8       | Kayhan Özer            | Turquia                      | 6.69  | q                    |
| 19      | 6       | Dominik Kopeć          | Polónia                      | 6.69  | q                    |
| 20      | 1       | Oliver Bromby          | Reino Unido                  | 6.70  | Q                    |
| 21      | 5       | Amaury Golitin         | França                       | 6.70  | q                    |
| 22      | 3       | Chituru Ali            | Itália                       | 6.71  | q                    |
| 23      | 2       | Erik Kostrytsya        | Ucrânia                      | 6.71  | Q,                   |
| 24      | 4       | Michael Pohl           | Alemanha                     | 6.72  | q                    |
| 25      | 2       | Luca Lai               | Itália                       | 6.73  |                      |
| 26      | 5       | Mathias Hove Johansen  | Noruega                      | 6.73  | Recorde pessoal      |
| 27      | 6       | Pascal Mancini         | Suíça                        | 6.73  |                      |
| 28      | 4       | William Reais          | Suíça                        | 6.74  |                      |
| 29      | 1       | Ioánnis Nifadópoulos   | Grécia                       | 6.74  | Recorde da temporada |
| 30      | 2       | Samuli Samuelsson      | Finlândia                    | 6.75  |                      |
| 31      | 1       | Daniel Rodríguez       | Espanha                      | 6.75  |                      |
| 32      | 1       | Jan Veleba             | Chéquia                      | 6.75  |                      |
| 32      | 7       | Aleksa Kijanović       | Sérvia                       | 6.75  |                      |
| 34      | 5       | Leon Reid              | Irlanda                      | 6.75  |                      |
| 35      | 6       | Jacob Vaula            | Noruega                      | 6.75  |                      |
| 36      | 6       | Gaylord Kuba Di-Vita   | Bélgica                      | 6.76  |                      |
| 37      | 3       | Zdeněk Stromšík        | Chéquia                      | 6.77  |                      |
| 38      | 2       | Markus Fuchs           | Áustria                      | 6.77  |                      |
| 39      | 5       | Samuel Purola          | Finlândia                    | 6.77  |                      |
| 40      | 4       | Tamás Máté             | Hungria                      | 6.78  |                      |
| 41      | 9       | Oğuz Uyar              | Turquia                      | 6.78  |                      |
| 42      | 9       | Alexander Donigian     | Armênia                      | 6.78  |                      |
| 43      | 1       | Yury Zabalotny         | Bielorrússia                 | 6.79  |                      |
| 44      | 8       | Israel Olatunde        | Irlanda                      | 6.79  |                      |
| 45      | 3       | Tomáš Matuščák         | Eslováquia                   | 6.79  |                      |
| 46      | 8       | Riku Illukka           | Finlândia                    | 6.79  |                      |
| 47      | 2       | Gediminas Truskauskas  | Lituânia                     | 6.80  |                      |
| 48      | 7       | Dominik Illovszky      | Hungria                      | 6.80  |                      |
| 48      | 9       | Even Meinseth          | Noruega                      | 6.80  |                      |
| 50      | 4       | Odain Rose             | Suécia                       | 6.81  |                      |
| 51      | 6       | Emil Mader Kjaer       | Dinamarca                    | 6.82  |                      |
| 52      | 7       | Štepán Hampl           | Chéquia                      | 6.83  |                      |
| 53      | 8       | Simon Hansen           | Dinamarca                    | 6.83  |                      |
| 54      | 4       | Maksim Bohdan          | Bielorrússia                 | 6.84  |                      |
| 55      | 5       | Denis Dimitrov         | Bulgária                     | 6.85  |                      |
| 56      | 3       | Sergio López           | Espanha                      | 6.86  |                      |
| 57      | 2       | Umut Uysal             | Turquia                      | 6.86  |                      |
| 58      | 3       | Dzianis Bliznets       | Bielorrússia                 | 6.88  |                      |
| 59      | 9       | Dean Adams             | Irlanda                      | 6.89  |                      |
| 60      | 8       | Vesselin Jivkov        | Bulgária                     | 6.90  |                      |
| 61      | 3       | Dorian Keletela        | Equipe de Atletas Refugiados | 6.91  |                      |
| 62      | 8       | Francesco Sansovini    | San Marino                   | 6.92  |                      |
| 63      | 7       | Petre Rezmives         | Roménia                      | 6.99  |                      |
| 64      | 7       | Joris van Gool         | Países Baixos                | DSQ   | R162.8               |
| 65      | 1       | Tilen Ovniček          | Eslovênia                    | DNS   |                      |

### Semifinal
Qualificação: 2 atletas de cada bateria (Q) mais os 2 melhores qualificados (q).
| Posição | Bateria | Atleta                 | Nacionalidade | Tempo | Notas                |
| ------- | ------- | ---------------------- | ------------- | ----- | -------------------- |
| 1       | 2       | Marcell Jacobs         | Itália        | 6.56  | Q                    |
| 2       | 3       | Ján Volko              | Eslováquia    | 6.57  | Q,                   |
| 3       | 3       | Kevin Kranz            | Alemanha      | 6.58  | Q                    |
| 4       | 1       | Andrew Robertson       | Reino Unido   | 6.59  | Q,                   |
| 5       | 3       | Remigiusz Olszewski    | Polónia       | 6.60  | q                    |
| 6       | 2       | Karl Erik Nazaro       | Estónia       | 6.62  | Q,                   |
| 7       | 3       | Carlos Nascimento      | Portugal      | 6.62  | q,                   |
| 8       | 1       | Kojo Musah             | Dinamarca     | 6.63  | Q                    |
| 9       | 1       | Mouhamadou Fall        | França        | 6.64  |                      |
| 10      | 3       | Amaury Golitin         | França        | 6.64  |                      |
| 11      | 2       | Oliver Bromby          | Reino Unido   | 6.64  | Recorde da temporada |
| 12      | 2       | Konstadinos Zikos      | Grécia        | 6.67  |                      |
| 12      | 3       | Harry Aikines-Aryeetey | Reino Unido   | 6.67  | =                    |
| 14      | 1       | Michael Pohl           | Alemanha      | 6.67  |                      |
| 15      | 3       | Oleksandr Sokolov      | Ucrânia       | 6.67  |                      |
| 16      | 1       | Kobe Vleminckx         | Bélgica       | 6.68  |                      |
| 17      | 2       | Przemysław Słowikowski | Polónia       | 6.68  |                      |
| 18      | 3       | Chituru Ali            | Itália        | 6.68  | Recorde pessoal      |
| 19      | 2       | Julian Wagner          | Alemanha      | 6.68  |                      |
| 20      | 1       | Bence Boros            | Hungria       | 6.69  |                      |
| 21      | 1       | Stanislav Kovalenko    | Ucrânia       | 6.69  |                      |
| 22      | 2       | Kayhan Özer            | Turquia       | 6.69  |                      |
| 23      | 1       | Dominik Kopeć          | Polónia       | 6.69  |                      |
| 24      | 2       | Erik Kostrytsya        | Ucrânia       | 6.72  |                      |

### Final
A final aconteceu às 20:58 no dia 6 de março de 2021.
| Posição           | Raia | Atleta              | Nacionalidade | Tempo | Notas |
| ----------------- | ---- | ------------------- | ------------- | ----- | ----- |
| Medalha de ouro   | 6    | Marcell Jacobs      | Itália        | 6.47  | ,     |
| Medalha de prata  | 5    | Kevin Kranz         | Alemanha      | 6.60  |       |
| Medalha de bronze | 4    | Ján Volko           | Eslováquia    | 6.61  |       |
| 4                 | 3    | Andrew Robertson    | Reino Unido   | 6.63  |       |
| 5                 | 2    | Carlos Nascimento   | Portugal      | 6.65  |       |
| 6                 | 1    | Remigiusz Olszewski | Polónia       | 6.66  |       |
| 7                 | 8    | Karl Erik Nazarov   | Estónia       | 6.67  |       |
| 8                 | 7    | Kojo Musah          | Dinamarca     | 6.68  |       |

Legenda
| Recorde mundial       | Recorde mundial (World record)               |                       | Recorde africano                      | Recorde africano (African) |                                           | Q | Classificado por posição (Qualified) |
| Recorde do campeonato | Recorde do campeonato (Championship record)  | Recorde da América    | Recorde da América (Americas)         | q                          | Classificado por melhor tempo (Qualified) |   |                                      |
| Melhor marca do ano   | Melhor marca do ano (World leading)          | Recorde asiático      | Recorde asiático (Asian)              | DNS                        | Não largou (Did not start)                |   |                                      |
| Recorde nacional      | Recorde nacional (National record)           | Recorde europeu       | Recorde europeu (European)            | DNF                        | Não terminou (Did not finish)             |   |                                      |
| Recorde pessoal       | Recorde pessoal do atleta (Personal best)    | Recorde da Oceania    | Recorde da Oceania (Oceania)          | DSQ / DQ                   | Desclassificado (Disqualified)            |   |                                      |
| Recorde da temporada  | Recorde da temporada do atleta (Season best) | Recorde sul-americano | Recorde sul-americano (South America) | NM                         | Sem marca (No mark)                       |   |                                      |